# Qom
Pour les articles homonymes, voir Qom (homonymie).
Qom (en persan : قم, [ɢom] ) est une ville d'Iran. Située à 150 km au sud-ouest de Téhéran, c'est la capitale de la province de Qom.
Qom est une des villes saintes du chiisme, puisque c'est le site où est enterrée Fatimah Masoumeh, sœur du huitième imam chiite Ali ar-Rida. La ville accueille la plus grande hawza d'Iran, qui égale en taille celle de Nadjaf en Irak. Elle est située le long de la rivière Qom.

## Nom
Certains chercheurs ont considéré le mot Kom (dans l'ancien nom de Komidan (Komiran)) comme signifiant « ville ». 
Ils pensent qu'il existe un lien lexical entre les mots Komiran, Shemiran (près de Téhéran), Téhéran,  Chamran (dans les régions de Saveh) et Iran.  Ils ont estimé que l'ancien nom de Qom pourrait être Komiran  (dont le sens est  « ville iranienne »).

## Histoire
Qom en tant que ville existait déjà à l'époque pré-islamique. Les découvertes architecturales indiquent que Qom était un lieu de résidence depuis le Ve millénaire avant l'ère chrétienne. Les vestiges pré-islamiques et les textes historiques soulignent le fait que Qom était une grande ville régionale.
Pendant le califat de Omar ibn al-Khattâb, la région de Qom tomba aux mains des armées de l'Islam. 645, Abou Moussa al-Achari déploya des forces sous son commandement dans la région. Des conflits s'ensuivirent entre les armées d'invasion arabes et les résidents de la zone.
À l'époque des Seldjoukides, la cité fleurit de nouveau. Durant l'invasion mongole de la Perse, la ville connut une destruction importante, mais après que la dynastie mongole régnante, aussi connue sous le nom d'Ilkhanat, se fut convertie à l'Islam pendant le règne de Oldjaïtou (en persan : Muhammed Kharbenach) la ville reçut une attention spéciale, lui permettant de revivre une fois de plus.
À la fin du XIVe siècle, la ville fut mise à sac par Tamerlan et les habitants furent massacrés. Mais pendant la période de règne des Qara Qoyunlu, des Aq Qoyunlu et spécialement pendant l'époque Safavide, Qom regagna l'attention des monarques et se développa grâce à son mausolée religieux.
En 1503, Qom est devenue un important centre théologique du chiisme et un site de pèlerinage.
La ville connut des dommages pendant les invasions afghanes et encore pendant le règne de Nader Chah et les conflits entre les maisons Zand et Kadjar luttant pour le pouvoir en Iran.

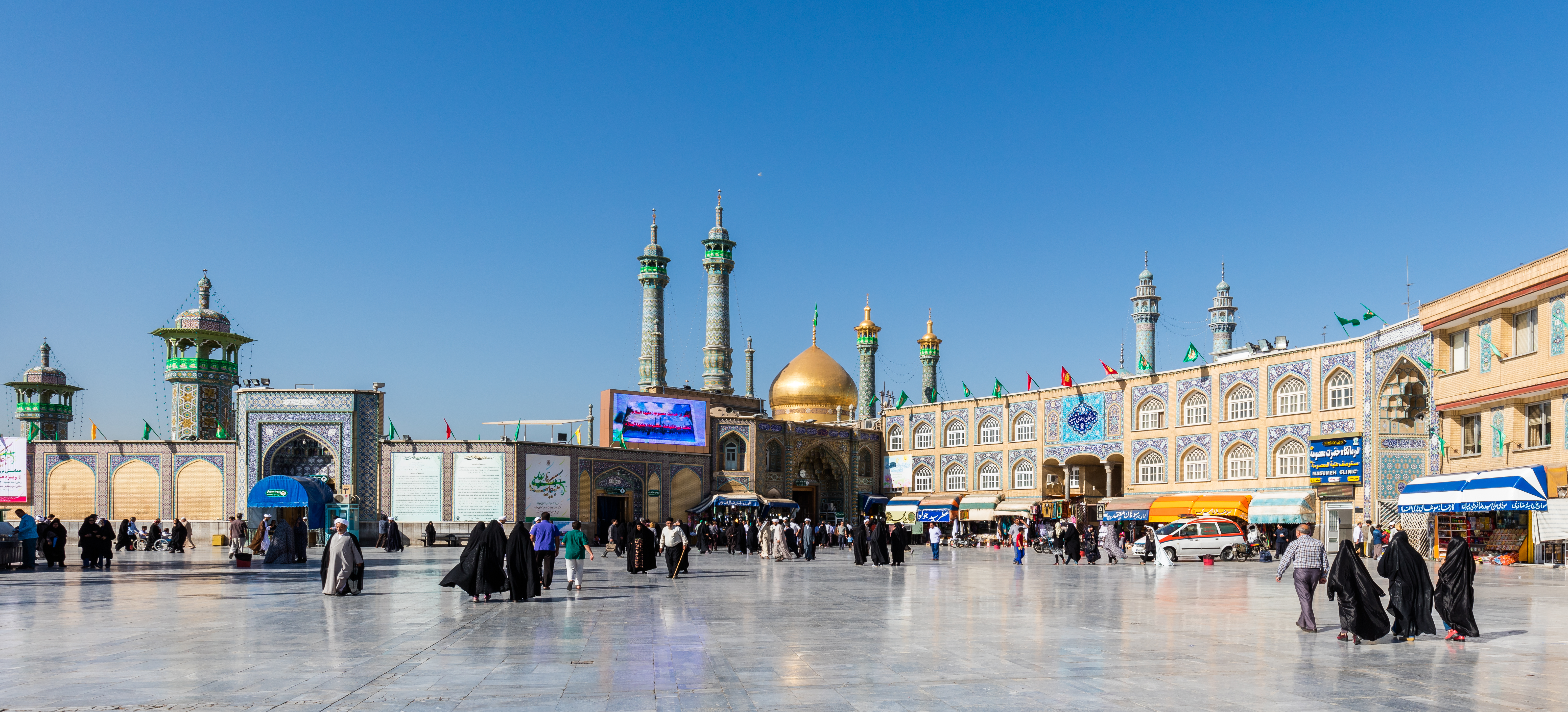
Sanctuaire de Fatima Masoumeh.

Finalement, en 1793, Qom passa sous le contrôle de Agha Mohammad Chah. Après avoir été victorieux sur ses ennemis, le Shah Kadjar Fath Ali Chah Qadjar fit réparer le sépulcre et le mausolée de Hazrat Ma'sumeh, tel qu'il en avait fait le vœu.
La ville de Qom connut de nouveau la prospérité à l'époque Qajar. Après que les forces russes entrent dans Karadj en 1915, de nombreux habitants de Téhéran vinrent se réfugier à Qom à cause de la proximité des troupes russes, et le transfert de la capitale à Qom fut même envisagé. Mais les Britanniques et les Russes influèrent sur ce projet en mettant la pression sur Ahmad Chah Qadjar. À cette période, un "Comité de défense nationale" fut mis en place à Téhéran, et Qom se transforma en foyer de la contestation contre les puissances coloniales britannique et russe.
Pendant son règne, le shah Mohammad Reza Pahlavi a voulu faire de Qom une ville industrielle en exploitant les nappes de pétrole de cette région. Après la révolution de 1979, les recherches ont été abandonnées.
Dans les années 1960, Qom devient le centre à partir duquel l'Ayatollah Rouhollah Khomeini s'oppose à la dynastie Pahlavi. Qom est durant plusieurs années la résidence de Khomeini. Après la révolution iranienne, il s'installe à Téhéran.
En 1978, un article insultant envers l’ayatollah Khomeini paru dans la presse officielle provoque un mouvement de contestation. En mitraillant les manifestants, l’armée donne ses premiers martyrs à l’insurrection.

## Qom aujourd'hui
Aujourd'hui, Qom compte parmi les centres les plus importants du chiisme, à la fois en Iran et dans le monde. Son centre théologique (où les musulmans chiites viennent suivre les leçons de leurs maîtres : les ayatollahs) et le mausolée de Hazrat Ma'sumeh sont les caractéristiques essentielles de la capitale de la province de Qom. Il existe un autre site de pèlerinage en dehors de la ville, appelé Jamkaran.
Dans la mosquée où repose Fatimah Ma'sumeh, sœur du huitième Imam, morte il y a douze siècles, les gardiens de sa châsse la parfument d'eau de rose du matin au soir. Les femmes viennent toucher les parois du sanctuaire pour obtenir bonheur conjugal et fécondité.
Proche de Téhéran, Qom en tire certains avantages[Lesquels ?].

## Sites remarquables
L'Organisation de l'héritage culturel d'Iran liste 195 sites historiques à Qom. Les plus visités sont :
- Grotte Kahak
- Grotte Vashnuh
- Lac salé Howz-e Soltan
- Grand lac salé Namak
- Bibliothèque Mar'ashi Najafi, contenant plus de 500 000 manuscrits et copies.
- Musée Astaneh Moqaddaseh
- Bazaar de Qom
- Séminaire Feyzieh
- Mosquée Jamkaran
- Mosquée du vendredi
- Mosquée Atiq
- Mosquée A'zam
- Sanctuaire de Fatima Masoumeh

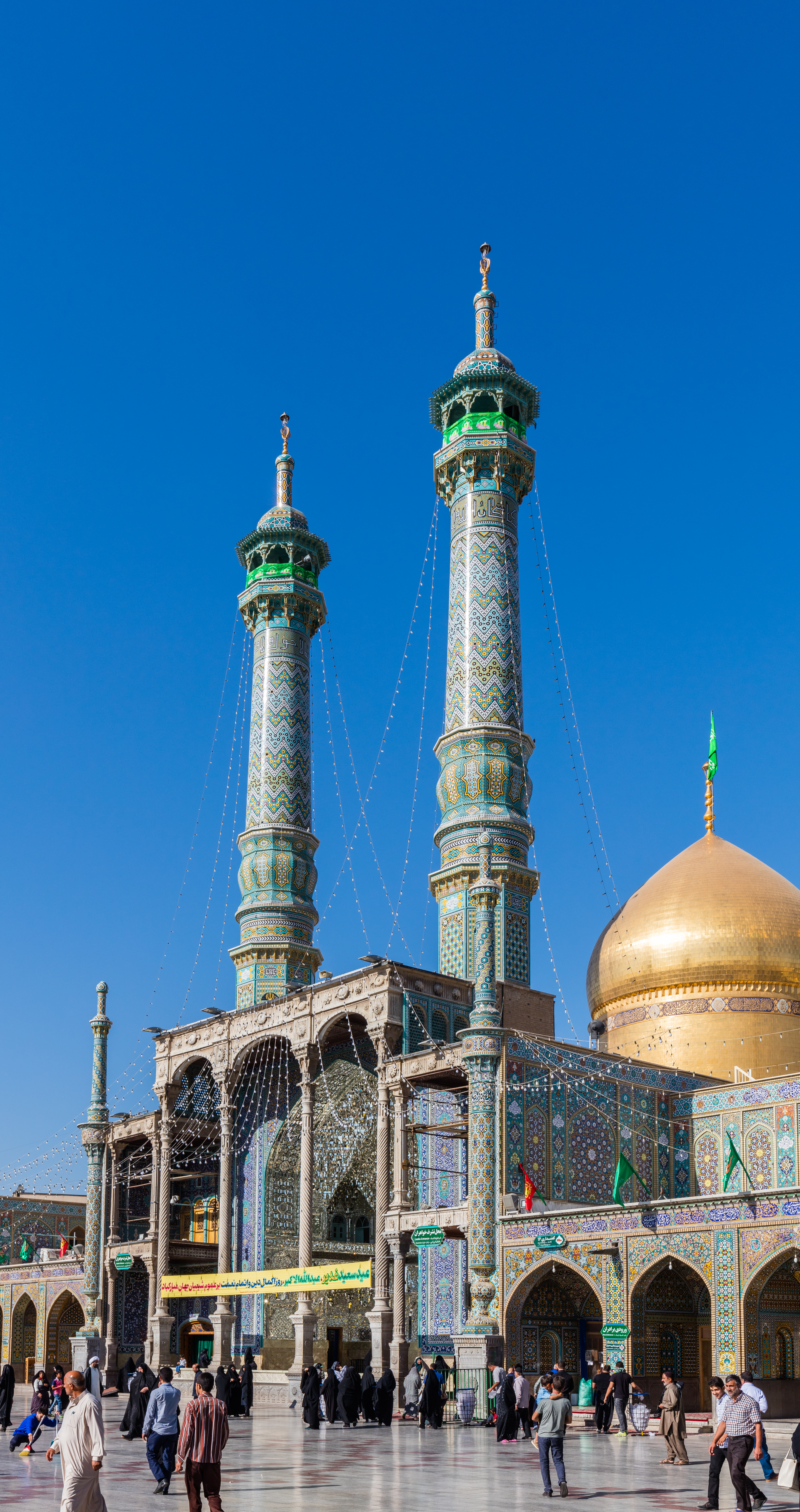
Sanctuaire de Fatima Masoumeh.
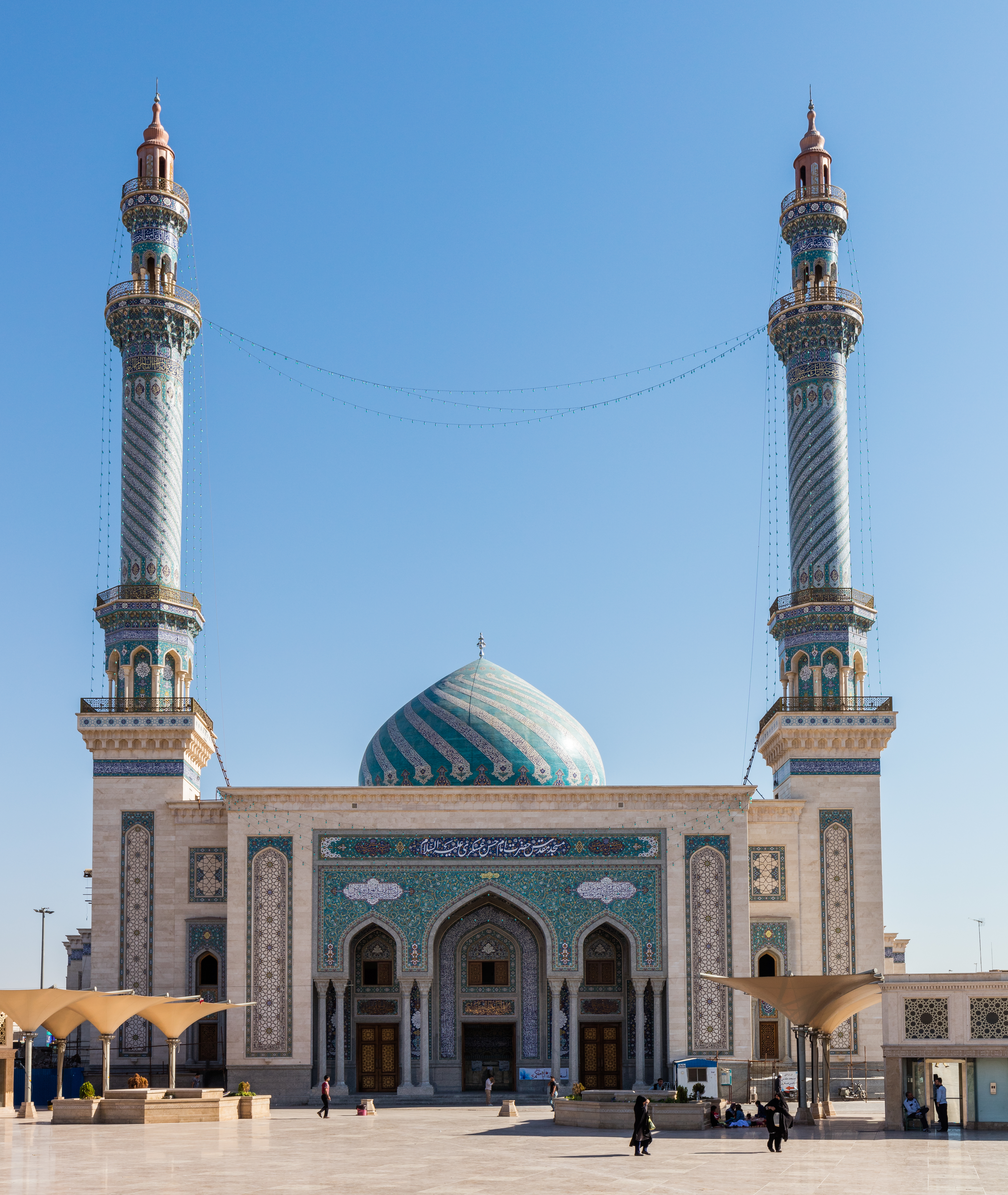
Mosquée de l'imam Hassan Al-Asgari.
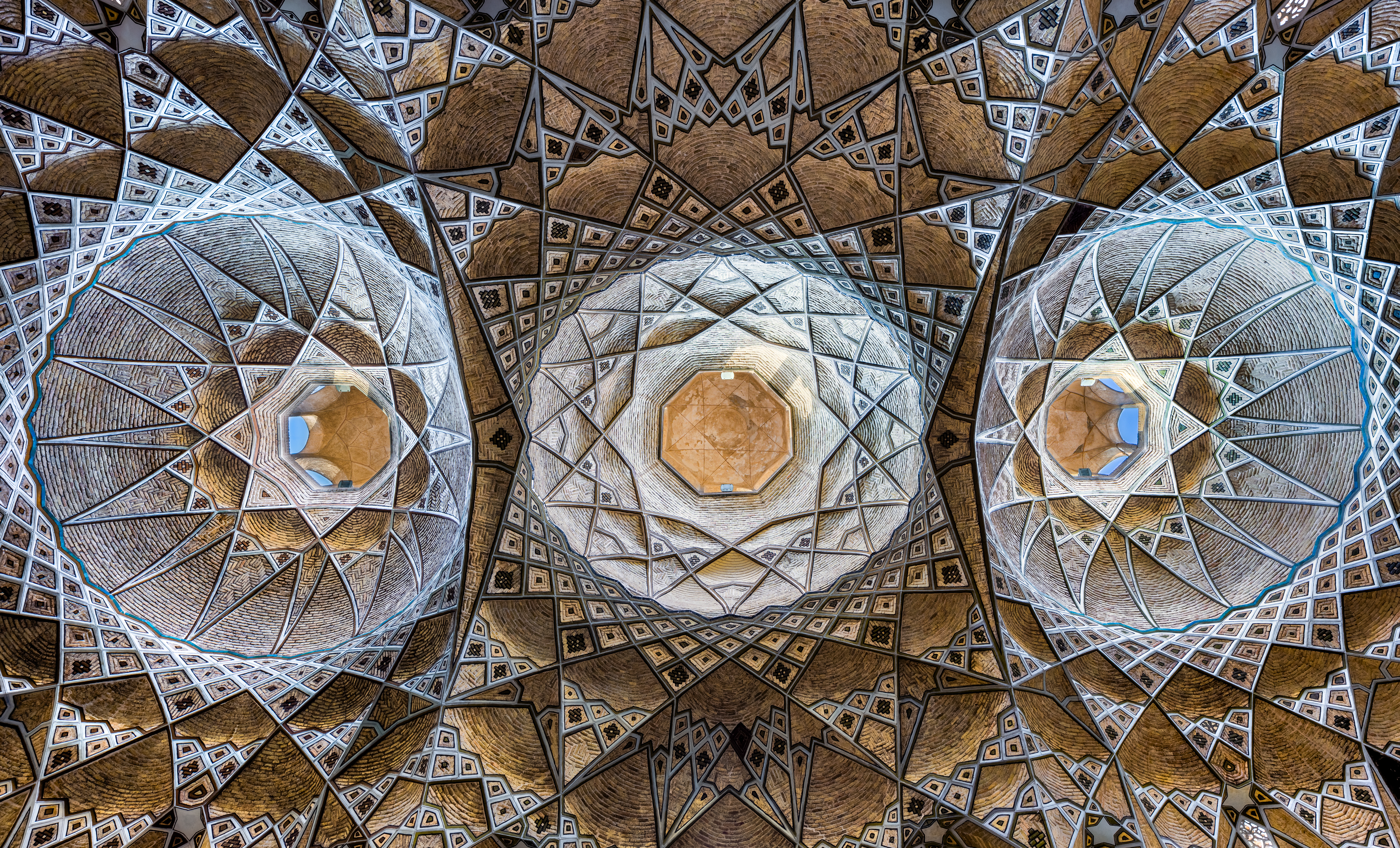
Le toit du grand bazar de Qom.

## Universités à Qom
1. Université Al-Mustafa International
2. Université Shaikh Mufid de Qom
3. Université islamique libre de Qom
4. Université de Qom
5. Institut de recherche Hawzeh va Daneshgah
6. Centre de recherche informatique des sciences islamiques
7. Université des sciences médicales de Qom
8. École des sciences médicales Fatemieh

## Séminaires de Qom (Hawza)
Qom est actuellement l'un des deux plus grands centres d'éducation chi'ite duodécimain du monde. Le séminaire de Qom comprend de nombreux séminaires (hawza) situés dans la ville :
- Séminaire Amuliyah
- Séminaire Ayatollah Golpayegani
- Séminaire Ayatollah Mar'ashi Najafi
- Séminaire Abul-Sadigh
- Séminaire Imam al-Husayn
- Séminaire Imam al-Askari
- Séminaire Imam al-Mahdi
- Séminaire Imam al-Hadi
- Séminaire Rasul ul-A'dham
- Séminaire Sayyed Hasan al-Shirazi
- Séminaire Alwandiyah
- Séminaire Imam al-Khamenei
- Séminaire Imam al-Baqir
- Séminaire Imam Hasan al-Mujtaba
- Séminaire Imam Khomeini
- Séminaire Imam al-Sadiq
- Séminaire Imam al-Hadi
- Séminaire Amir al-Mu'menin
- Séminaire Bi'that
- Séminaire Jabir ibn al-Hayyan
- Séminaire Al-Zahra
- Séminaire Jafariyah
- Séminaire Haj Sayyed Sadiq
- Séminaire Haj Ghazanfar
- Séminaire Hojattiyeh
- Séminaire Hossaynie
- Séminaire Hadhrat al-Masuma
- Séminaire Dar al-Shifa
- Séminaire Rasul al-Akram
- Séminaire Sa'adat
- Séminaire Sharafiddin Amili
- Séminaire Shahabiyah
- Séminaire Shahid Sadr
- Séminaire Shahidayn
- Séminaire Sadiqqiyah
- Séminaire Saduq
- Séminaire de la justice
- Séminaire Alavi
- Séminaire Fatimie
- Séminaire Feyzie
- Séminaire Qadiriye
- Séminaire Kermani-ha
- Séminaire Ma'sumiye
- Séminaire Mahdi Mow'ud
- Séminaire Na'ini
- Séminaire Wahidiyah
- Séminaire Wali Asr
- Séminaire Al-Alam
- Séminaire Ad-Dirasat al-Islamiyya
- Séminaire Maktab al-Mahdi
- Séminaire Maktab at-Towhid
- Séminaire al-Kawthar

Les séminaires reçoivent quelque 70 000 élèves.

## Liste de hauts-personnages du clergé de Qom
La liste suivante est une liste de Grands Ayatollahs et des ayatollahs de plus haut niveau à Qom (ou directement reliés à Qom).

### Actuels
- Grand Ayatollah Hossein Noori Hamedani
- Grand Ayatollah Javad Gharavi Aliari
- Grand Ayatollah Lotfollah Safi Golpaygani
- Grand Ayatollah Seyyed Mohammad Shahroudi
- Grand Ayatollah Naser Makarem Shirazi
- Grand Ayatollah Ali Khamenei
- Grand Ayatollah Hosein Vahid Khorasani
- Grand Ayatollah Sayyed Kazem Haeri
- Grand Ayatollah Sayyed Mohammad Vahidi
- Grand Ayatollah Hassan Hasanzadeh Amoli
- Grand Ayatollah Youssef Saanei
- Grand Ayatollah Haj Sayyed Musa Shebiri Zanjani
- Ayatollah Abdollah Javadi-Amoli
- Ayatollah Abolfadhl Khansari[6]
- Ayatollah Haj Sayyed Mahmoud Hashemi Shahroudi[7]
- Ayatollah Sayyed Hasan Taheri Khurram-Abadi[8]
- Ayatollah Sheikh Ja'far Sobhani[9]
- Ayatollah Sheikh Muhammad Imami Kashani[10]
- Ayatullah Haj Sheikh Ali Panah Ishtihardi[11]
- Ayatollah Mesbah Yazdi[12]
- Ayatullah Sheikh Haadi Ma`rifat[13]
- Ayatollah Sayyed Muhammad Alavi Gorgani[14]
- Ayatollah sheikh Muhammad Reza Mahdavi Kani[15]
- Ayatollah Sayyed Hassan Abtahi[16]
- Ayatollah Mohsen Qara'ati[17]
- Ayatollah Sheikh Abu Taleb Tajleel[18]
- Ayatollah Sheikh Husein Mazaheri[19]
- Ayatollah Haj Sheikh Ismail Salehi Mazandarani[20]
- Ayatollah Haj Sayyed Mehdi Rouhani[21]
- Ayatollah Haj Sheikh Ali Kashani[22]
- Ayatollah Haj Sayyed Mohsen Kharrazi[23]
- Ayatollah Sayyed Ali Mohaqqeq  Damad[24]
- Ayatollah Sheikh Muhammad Ali Gerami[25]
- Sâdegh Rouhâni

### Décédés
- Seyyed Hossein Tabatabai Borujerdi
- Abdullah al-Shirazi
- Muhammad Husayn Tabataba'i
- Mohammad Beheshti
- Hassan Modarres
- Morteza Motahhari
- Mahmoud Taleghani
- Mohammad-Reza Golpaygani
- Abdul-Karim Mousavi Ardebili
- Mohammad Taqi Behjat Foumani
- Jawad Tabrizi

## Site nucléaire de Fordo
Le site souterrain d'enrichissement d'uranium de Fordo (Fordow) est situé à 30 km au nord de la ville de Qoms.

## Villes jumelles
- Saint-Jacques-de-Compostelle (Espagne)